# Sonet 86 (William Szekspir)

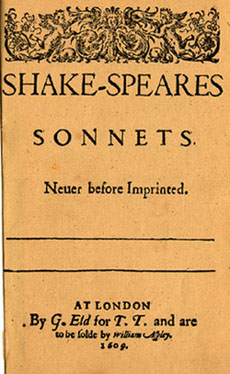
Strona tytułowa pierwszego wydania sonetów Shakespeare’a

Sonet 86 (Czy jego wielki wiersz, żagiel wyniosły) – jeden z cyklu sonetów autorstwa Williama Shakespeare’a. Po raz pierwszy został opublikowany w 1609 roku.

## Treść
Sonet ten jest ostatnim, z grupy utworów mówiących o dominującej pozycji rywalizującego poety w kontekście starań o uczucia tajemniczego młodzieńca.
Podmiot liryczny, którego część badaczy utożsamia z autorem, stwierdza, iż sytuacja ta doprowadziła go do rozpaczy, a jednocześnie do utraty weny do tworzenia. Powoduje to jego dyskomfort i bezsilność:
Lecz że wiersz jego twoje lico pieści
Osłabły wiersze me, zabrakło im treści.